# Α-アマニチン
α-アマニチン (alpha-amanitin, α-amanitin) は、テングタケ科 (Amanita) の毒キノコ、タマゴテングタケ（学名 Amanita phalloides）から発見された毒素のひとつ。8つのアミノ酸が結合した環状ペプチド。
これを含む類似の一群の化合物はアマトキシン類 (amatoxins) と総称される。テングタケ属の他にも、他属のキノコからも見つかっている。

## 毒性
アマトキシン類は熱に対して安定であり、一般的な加熱調理程度では分解されない。この毒素は遅効性を持ち、症状が現れた際には摂取した毒素の大部分が生体内に吸収されているために対処が困難になる点が危険である。生体内に取り込まれたα-アマニチンはRNAポリメラーゼIIに結合し、タンパク質の合成に必要なmRNAの合成反応を阻害することで細胞組織を壊死させる。なお、この毒素に対する解毒剤は存在しない。
摂取から10時間以内に報告される症状はほとんどなく、重大な症状が発現するまでに摂取後24時間が経過することもしばしばである。胃洗浄は症状が現れてからでは効果が無いため、不意に摂取してしまった場合の対処が困難である。対処が遅れることで致命的な症状(多臓器不全)へ移行する。
下痢と痙攣が最初の症状で、次に一時的に症状が治まる偽回復期がある。その後、4–5日の間に肝臓と腎臓の細胞を毒素が徐々に破壊することで重篤な機能障害を引き起こす。中毒者のうち約15%は、腎不全、肝不全、昏睡、呼吸困難などが進行し約10日で死亡する。全中毒者の5割は最終的に死に至るが、それ以外の場合でも後遺症が残ることが多い。

## 治療
対症療法と支持療法が行われる。早期の診断は対処が難しくなりがちで、主に対症療法（胃洗浄、活性炭吸着、急速輸液）が取られる。また、臨床的に未確立ではあるが、アマトキシン類（による多臓器不全）に対処するためにペニシリンおよびセファロスポリンの誘導体を含んだ種々の薬剤で治療がなされる。機能障害が深刻な場合には同所性肝移植を行うこともある。
アマニチン中毒を治療する最も効果的な方法は、摂取の直後に胃を洗浄することである。しかし、この方法を用いるには摂取直後には自覚できる中毒症状がほとんどない事が問題となる。免疫療法は効果が無かったと報告された。

### 薬剤耐性を有する生物
トビムシ Folsomia candida、"Ceratophysella denticulata"には薬剤耐性が有ることが報告された。

## α-アマニチンを含む毒キノコ
前述のとおり、加熱では毒性は消えず、また茹でこぼすなどの調理法を取っても、子実体からはα-アマニチンを除去できない。
- テングタケ科 テングタケ属 - ドクツルタケ、タマゴテングタケ、シロタマゴテングタケなど
- ヒメノガステル科 ケコガサタケ属 - コレラタケ、ヒメアジロガサ など
- ハラタケ科 キツネノカラカサ属など